# Garcinia granulata
Garcinia granulata är en tvåhjärtbladig växtart som beskrevs av John Hutchinson och Dalz.. Garcinia granulata ingår i släktet Garcinia och familjen Clusiaceae. Inga underarter finns listade i Catalogue of Life.